# Янковиці (Свентокшиське воєводство)
Янковиці (пол. Jankowice) — село в Польщі, у гміні Ожарув Опатовського повіту Свентокшиського воєводства.
Населення — 194 особи (2011).
У 1975-1998 роках село належало до Тарнобжезького воєводства.

## Демографія
Демографічна структура на день 31 березня 2011 року:
|          | Загалом | Допрацездатний вік | Працездатний вік | Постпрацездатний вік |
| -------- | ------- | ------------------ | ---------------- | -------------------- |
| Чоловіки | 93      | 19                 | 62               | 12                   |
| Жінки    | 101     | 20                 | 52               | 29                   |
| Разом    | 194     | 39                 | 114              | 41                   |